# 半原温泉
半原温泉（はんばらおんせん）は、神奈川県愛甲郡愛川町（旧国相模国）にある温泉。

## 泉質
- 硫黄泉
  - 泉温は低いため、入浴用には温泉を加温している。

## 温泉街
中津川の河原沿いに一軒宿の「観泉荘こまや」が存在する。川魚料理と猪料理が売りである。特に鮎料理に力を入れている。愛川町では他にも半原地区に温泉を開発を計画中である（但し、開発後の温泉が半原温泉を名乗るかは未定）。

## アクセス
- 鉄道 : 小田急小田原線本厚木駅よりバスで約45分。

## 公式サイト
- 公式サイト

座標: 北緯35度31分36.7秒 東経139度16分54秒 / 北緯35.526861度 東経139.28167度